# Therese Bartolozzi
Therese Bartolozzi, geb. Jansen (* um 1770 in Aachen; † 29. Juni 1843 in Pimlico, London) war eine deutsche Pianistin und Komponistin.

## Leben
Therese Jansen wurde um 1770 in Aachen geboren. Ihr Vater war dort ein erfolgreicher Tanzmeister und zog 1787 mit seiner Familie nach London. Das Familienunternehmen, wohlhabenden Kunden Tanz beizubringen, war recht erfolgreich und wurde einige Zeit von Therese und ihrem jüngeren Bruder Louis Charles Jansen (* um 1774 Aachen, † 7. Januar 1840 in Marylebone) fortgesetzt. Laut einer anonymen Biographie von Jansens Tochter brachte das Unternehmen über 2000 Pfund pro Jahr.
Sowohl Therese als auch ihr Bruder Louis studierten in London bei dem berühmten Pianisten Muzio Clementi. 1791 war ihr Ruf als herausragende Pianistin bereits so gefestigt, dass Johann Peter Salomon ihr und ihrer Familie Freikarten für jene Konzerte gab, die Joseph Haydn in den Hanover Square Rooms veranstaltete. Das berichtet die Hofdame Charlotte Papendiek in ihren Tagebüchern.
Am 16. Mai 1795 heiratete Therese Jansen in der St. James Church, Piccadilly den Kunsthändler Gaetano Bartolozzi (1757–1821), einen Sohn des Kupferstechers Francesco Bartolozzi. Einer der Trauzeugen war Joseph Haydn. Bartolozzis Tätigkeit führte ihn oft nach Venedig, in dessen Nähe er sich ein großes Anwesen kaufte. Wie seine Frau war er sehr musikalisch und spielte Geige und Bratsche.
1797 schloss Bartolozzi sein Kunstgeschäft und versteigerte seine Aktien bei Christie’s. Anschließend reiste die Familie nach Paris, dann nach Wien, wo sie sich 1797/98 aufhielt und wahrscheinlich ihre Bekanntschaft mit Haydn erneuerte. Sie gehörten zu den Subskribenten der Erstausgabe des Oratoriums Die Schöpfung, die Haydn 1800 selbst veröffentlichte. 1799 reiste die Familie Bartolozzi nach Venedig und musste dort feststellen, dass ihr Eigentum während der jüngsten Invasion des Gebiets von französischen Streitkräften geplündert worden war. Etwa im Januar 1800 traf die Familie wieder in London ein, wo Bartolozzi begann, Zeichenunterricht zu erteilen.
Am 28. Mai 1806 trat Therese Bartolozzi im King’s Theatre am Haymarket erstmals öffentlich auf, zusammen mit dem Pianisten Joseph Woelfl.

## Familie
Therese Bartolozzi war die Mutter der seinerzeit berühmten Schauspielerin, Sängerin und Theaterleiterin Lucia Elizabeth Vestris (* 3. März 1797 in London + 8. August 1856 ebenda). Deren um zehn Jahre jüngere Schwester Josephine Bartolozzi (* 1807) wird 1822 mit ihrer Mutter Therese Bartolozzi und 1825 in einem anderen Kontext in Satiren von Charles Williams abgebildet. Sie heiratete 1831 Joseph Anderson. Thereses Bruder Louis Charles Jansen starb 1840 wohl als Alkoholiker völlig verarmt in einem Armenarbeitshaus in der Northumberland Street (St. Marleybone Workhouse).

## Therese Bartolozzi gewidmete Werke
- Muzio Clementi, Drei Klaviersonaten op. 33 (1794)
- Johann Ladislaus Dussek, Drei Violinsonaten op. 13 (1793), Klaviersonate op. 43
- Joseph Haydn, Drei Klaviertrios Hob. XV:27–29, Drei Klaviersonaten Hob. XVI: 50–52
- Louis Jansen, Klaviersonate op. 6 (1802)